# Комунистическа партия на САЩ
Комунистическа партия на САЩ (на английски: Communist Party of the United States of America, CP USA) е политическа партия в САЩ, придържаща се към марксистко-ленинската идеология. Основана е на 31 август 1919 година. Седалището ѝ е в Ню Йорк.